# أوغست جاريبيك
أوغست جاريبيك مواليد 10 يناير 1912 في بلجيكا - الوفاة 20 أكتوبر 1973 في بلجيكا، كان دراج بلجيكي. سبق أن شارك في دورة الألعاب الأولمبية الصيفية وفاز بميدالية أولمبية.

## الميداليات
| الميدالية | المسابقة                       |
| --------- | ------------------------------ |
| برونزية   | الألعاب الأولمبية الصيفية 1936 |

## روابط خارجية
- أوغست جاريبيك على موقع أرشيف الدراجات (الإنجليزية)
- أوغست جاريبيك على موقع إحصائيات الدراجات الإحترافية (الإنجليزية)
- أوغست جاريبيك على موقع أوليمبيديا (الإنجليزية)
- أوغست جاريبيك  على موقع SportsReference  - سبورتس رفرنس